# Lutetium(III)-fluorid
Lutetium(III)-fluorid ist eine anorganische chemische Verbindung des Lutetiums aus der Gruppe der Fluoride.

## Gewinnung und Darstellung
Lutetium(III)-fluorid kann durch Reaktion von Lutetium(III)-oxid mit Fluorwasserstoff gewonnen werden.
{\displaystyle \mathrm {Lu_{2}O_{3}+6\ HF\longrightarrow 2\ LuF_{3}+3\ H_{2}O} }
Alternativ ist auch die Herstellung durch Reaktion von Flusssäure mit Lutetium(III)-chlorid möglich.
{\displaystyle \mathrm {LuCl_{3}+3\ HF\longrightarrow LuF_{3}+3\ HCl} }

## Eigenschaften
Lutetium(III)-fluorid ist ein geruchloser weißer Feststoff, der unlöslich in Wasser ist. Er besitzt eine orthorhombische Kristallstruktur mit der Raumgruppe Pnma (Raumgruppen-Nr. 62).

## Verwendung
Lutetiumfluorid wird z. B.: als Mischkristall LiLu1-xNdxF4 zusammen mit LiF und NdF3 für Szintillationszähler verwendet.